# Le Prince et le Chevalier
Le Prince et le Chevalier (titre original : Prince & Knight) est un album jeunesse écrit par Daniel Haack et illustré par Stevie Lewis, publié en mai 2018 par Little Bee Books et Gay & Lesbian Alliance Against Defamation (GLAAD) aux États-Unis.
L'ouvrage est ensuite traduit en français par Isabelle Allard et publié chez Scholastic en 2020.

## Présentation
Le Prince et le Chevalier (titre original : Prince & Knight) est écrit par Daniel Haack et illustré par Stevie Lewis. Il est publié en mai 2018 dans le cadre d'un partenariat entre Gay & Lesbian Alliance Against Defamation (GLAAD), une association américaine qui se consacre à la défense des droits des LGBTQ et au changement culturel et la maison d'édition Little Bee Books, filiale de Bonnier Publisher USA. Annoncé en mai 2018, celui-ci doit permettre de réaliser une série d’albums jeunesse à destination des enfants jusqu’à 14 ans, mettant en avant une représentation positive de la communauté LGBTQ,. 
Pour Daniel Haack, « ce qui était particulièrement important, c’était de présenter une histoire d’amour entre deux personnages humains du même sexe et de montrer que cela pouvait être fait de manière parfaitement accessible pour les enfants. ».
L'ouvrage est traduit en français par Isabelle Allard et publié chez Scholastic au Canada en 2020. Une version en japonais (王子と騎士) sort en août 2019 chez Oakla Publishing.

## Synopsis
Un jeune prince, destiné à régner, peine à trouver l’amour malgré les efforts de ses parents pour lui présenter de nombreuses prétendantes. Alors que le royaume est attaqué par un dragon, il part le combattre. Durant l'affrontement, il rencontre un courageux chevalier avec qui il vainc la bête. C’est auprès de lui que le prince trouve enfin l’amour et ils se marient.

## Controverse
Selon l'Office pour la liberté intellectuelle (OIF) de l'American Library Association (ALA), Le Prince est le chevalier est le cinquième livre le plus contesté de l'année 2019 et le 91e le plus contesté de la décennie 2010-2019,.
La bibliothèque publique du comté d'Upshur, en Virginie-Occidentale, a retiré temporairement le livre de ses rayons à la suite de pressions du pasteur de Calvary Chapel Mountain Highlands,. 
Dans le comté de Montgomery, dans le Maryland, des parents de confessions musulmane, chrétienne et orthodoxe ont alors intenté une action en justice. 